# Aylostera juckeri
Aylostera juckeri es una especie de planta suculenta perteneciente al género Aylostera, dentro de la familia Cactaceae. Es endémica de Bolivia.

## Descripción
Aylostera juckeri es una especie de cactus pequeño y de cuerpo esférico. Tiene la epidermis de color verde oscuro, con numerosas raíces delgadas y ramificadas. 

## Distribución y hábitat
El área de distribución nativa de esta especie es Bolivia y crece principalmente en biomas desérticos o de matorral seco.

## Taxonomía
Aylostera juckeri fue descrita por el botánico alemán Lothar Diers y publicada por primera vez en la revista científica Succulenta (Netherlands) 96: 62 en 2017.
Etimología
- Aylostera: nombre genérico formado a partir de las palabras griegas aulos, transliterado irregularmente como aylos, (que significa 'tubo') y stereos (que significa 'sólido'), en alusión al tubo floral sólido que poseen.[2]
- juckeri: epíteto específico otorgado en honor al descubridor de la especie, el trepador suizo Hansjörg Jucker.[3]

## Usos
Se cultiva principalmente como planta ornamental y su propagación se realiza normalmente a través de hijuelos o semillas.